# Antonin Bajewski
Antonin Bajewski OFMConv (Jan Eugeniusz Bajewski) (ur. 17 stycznia 1915 w Wilnie, zm. 8 maja 1941 w Auschwitz-Birkenau) – polski kapłan zakonny zakonu franciszkanów z Niepokalanowa, jeden z najbliższych współpracowników św. Maksymiliana, błogosławiony Kościoła katolickiego.

## Biografia
Urodził się w Wilnie. W 1933 roku ukończył tu Gimnazjum im. Adama Mickiewicza.Święcenia przyjął w maju 1939 w Krakowie. Był redaktorem Miles Immaculatae. Był wybitnie uzdolnionym lingwistą z zakonu franciszkanów konwentualnych.
Gestapo aresztowało go wraz z czterema innymi ojcami 17 lutego 1941. Po przewiezieniu z Pawiaka, gdzie dzielił los św. Maksymiliana, do niemieckiego obozu zagłady w Auschwitz-Birkenau, katowany był przez SS-manów koronką franciszkańską (różańcem franciszkańskim – noszonym przy boku). Chory na tyfus, wspierał współwięźniów chorych fizycznie i duchowo, szczególnie przez sakrament spowiedzi. Powtarzał często: „Z Chrystusem jestem przybity do krzyża”. Umarł ze słowami na ustach: „Jezus i Maryja”.
Bł. o. Jan Antonin Bajewski wyróżniał się wielką pobożnością i delikatnością wobec ludzi.
Beatyfikowany przez papieża Jana Pawła II w Warszawie 13 czerwca 1999 w grupie 108 polskich męczenników.

## Źródła internetowe
- Ks. Tomasz Kaczmarek Obraz świadectw 108 błogosławionych męczenników
- Świadectwo aż do przelania krwi. [dostęp 2008-04-01]. [zarchiwizowane z tego adresu (2006-02-16)].
- Życiorys na stronach Franciszkanie.pl. franciszkanie.pl. [zarchiwizowane z tego adresu (2014-07-07)].